# Gaudenzio Godioz
Gaudenzio Godioz (* 26. Februar 1968) ist ein ehemaliger italienischer Skilangläufer.

## Werdegang
Godioz startete international erstmals bei den Nordischen Junioren-Skiweltmeisterschaften 1988 in Saalfelden am Steinernen Meer. Dort holte er die Silbermedaille mit der Staffel. Sein Debüt im Skilanglauf-Weltcup hatte er im Dezember 1991 in Silver Star, das er auf dem 47. Platz über 10 km klassisch beendete. Im selben Monat holte er in Thunder Bay mit dem 13. Platz über 30 km Freistil seine ersten Weltcuppunkte. Im Dezember 1992 erreichte er im Val di Fiemme mit dem sechsten Platz über 30 km Freistil seine beste Einzelplatzierung im Weltcup. Im Jahr 1993 gewann er den Toblach–Cortina-Lauf über 38 km klassisch. In der Saison 1994/95 errang er mit 11 Platzierungen in den Punkterängen, darunter drei Top-Zehn-Platzierungen, den 15. Platz im Gesamtweltcup sein bestes Gesamtergebnis. Dabei wiederholte er in Östersund über 30 km Freistil den sechsten Platz und belegte zudem in Nové Město den dritten Platz mit der Staffel und in Sapporo den zweiten Rang mit der Staffel. Beim Saisonhöhepunkt, den Nordischen Skiweltmeisterschaften 1995 in Thunder Bay lief er auf den 33. Platz über 10 km klassisch, auf den 14. Rang in der anschließenden Verfolgung und auf den neunten Platz über 50 km Freistil. In der folgenden Saison  kam er mit sieben Ergebnissen in den Punkterängen auf den  26. Platz im Gesamtweltcup. Im Januar 1996 wurde er in Nové Město erneut Dritter mit der Staffel. Im Dezember 1996 errang er in Brusson den zweiten Platz mit der Staffel. Sein 57. und letztes Weltcupeinzelrennen lief er im Dezember 1999 in Sappada, welches er auf dem 63. Platz im Skiathlon beendete.

## Platzierungen im Weltcup

### Weltcup-Statistik
Die Tabelle zeigt die erreichten Platzierungen im Einzelnen.
- 1.–3. Platz: Anzahl der Podiumsplatzierungen
- Top 10: Anzahl der Platzierungen unter den ersten zehn
- Punkteränge: Anzahl der Platzierungen innerhalb der Punkteränge
- Starts: Anzahl gelaufener Rennen in der jeweiligen Disziplin
- Hinweis: Bei den Distanzrennen erfolgt die Einordnung gemäß FIS.

| Platzierung         | Distanzrennen a | Distanzrennen a | Distanzrennen a | Distanzrennen a | Distanzrennen a | Skiathlon Verfolgung | Sprint | Etappen- rennen b | Gesamt | Team c | Team c  |
| Platzierung         | ≤ 5 km          | ≤ 10 km         | ≤ 15 km         | ≤ 30 km         | > 30 km         | Skiathlon Verfolgung | Sprint | Etappen- rennen b | Gesamt | Sprint | Staffel |
| ------------------- | --------------- | --------------- | --------------- | --------------- | --------------- | -------------------- | ------ | ----------------- | ------ | ------ | ------- |
| 1. Platz            |                 |                 |                 |                 |                 |                      |        |                   |        |        |         |
| 2. Platz            |                 |                 |                 |                 |                 |                      |        |                   |        |        | 2       |
| 3. Platz            |                 |                 |                 |                 |                 |                      |        |                   |        |        | 2       |
| Top 10              |                 | 1               |                 | 2               | 3               |                      |        |                   | 6      |        | 9       |
| Punkteränge         |                 | 5               | 14              | 9               | 4               | 2                    |        |                   | 34     |        | 10      |
| Starts              |                 | 15              | 20              | 10              | 5               | 7                    |        |                   | 57     |        | 10      |
| Stand: Karriereende |                 |                 |                 |                 |                 |                      |        |                   |        |        |         |

### Weltcup-Gesamtplatzierungen
| Saison  | Platz | Punkte |
| ------- | ----- | ------ |
| 1991/92 | 47.   | 3      |
| 1992/93 | 35.   | 77     |
| 1993/94 | 29.   | 88     |
| 1994/95 | 15.   | 213    |
| 1995/96 | 26.   | 126    |
| 1996/97 | 61.   | 19     |
| 1997/98 | 69.   | 13     |
| 1998/99 | 78.   | 13     |